# Residências (2) anexas à Casa Maciéis Aranhas
As Residências (2) anexas à Casa Maciéis Aranhas, localizam-se na praça Conde de Agrolongo, anexas à Casa dos Maciéis Aranhas na freguesia de Braga (São José de São Lázaro e São João do Souto), cidade e município de Braga, distrito do mesmo nome, em Portugal.
Encontram-se classificada como Imóvel de Interesse Público desde 12 de setembro de 1978.

## História
Edificadas no século XVII no Campo da Vinha estes dois edifícios são os últimos exemplares bracarenses de casas seiscentistas com escadaria de acesso à rua, com arco inferior e alpendre suportado por colunelos. 

## Características
De dois pisos, os edifícios possuem no andar nobre janelas de peito de moldura rectangular.
O espaço interior foi muito modificado, embora se possa reconstituir ainda um pequeno espaço delimitado por colunas que definia um pátio central. 